# Aldo Valletti
Aldo Valletti (Roma, 1930 - Roma, 1992) fue un actor italiano.
Su papel más reconocido fue como el «presidente» en la película Saló o los 120 días de Sodoma, dirigida por Pier Paolo Pasolini.

## Biografía
Su primera aparición en el cine ocurrió en 1956, en la película Póveri ma belli, de Dino Risi (en la cual no fue acreditado).
En los años siguiente siguió actuando en distintas películas con personajes menores.
En 1975, el director Franco Lo Cascio lo eligió para protagonizar la película L’educanda.
Posteriormente actuaría como «el Presidente» en Saló o los 120 días de Sodoma, película de Pier Paolo Pasolini, adaptación de la novela del mismo nombre, escrita en 1785 por el Marqués de Sade.

## Después de Saló
Al terminar Saló, ese mismo año (1975) actuó en la película Frankenstein all’italiana de Armando Crispino. En 1976 apareció como extra en Salón Kitty. También actuó en la cinta Febbre da cavallo.
En 1977 actuó en la película Stato interessante.

## Últimos años y muerte
Su última aparición en la pantalla fue en la película Arrivano i gatti, del director Carlo Vanzina, estrenada en 1980.
Valleti falleció en 1992, en Roma (Italia).

## Filmografía
- 1974: Il poliziotto è marcio, como invitado en una conferencia de la policía.
- 1974: Il profumo della signora in nero, como uno de los caníbales en la escena de cierre.
- 1974: Il lumacone (sin acreditar).
- 1975: L'educanda.
- 1975: Saló, o los 120 días de Sodoma, como el Presidente
- 1975: Frankenstein all'italiana.
- 1976: Febbre da cavallo, como espectador del proceso (sin acreditar).
- 1976: Salón Kitty, como cliente que lanza dardos (sin acreditar).
- 1977: Stato interessante, como Carucci (en la segunda historia).
- 1977: Io ho paura, el director de la prisión
- 1980: Arrivano i gatti, como huésped en la fiesta del commendatore (sin acreditar).